# 監察医
監察医（かんさつい、英: Medical Examiner）は、死体解剖保存法第8条の規定に基づき、その地域の知事が任命する行政解剖を行う医師の事である。

## 法規
死体解剖保存法に定義され、伝染病、中毒または災害により死亡した疑いのある死体、その他死因の明らかでない死体（異状死体の一部）について、検案、または検案によっても死因の判明しない場合には解剖を行うことでその死因を明らかにし、また、公衆衛生の向上を図っている。
犯罪の疑いのある死体を解剖する司法解剖は、刑事訴訟法に基づいて行われ、監察医本来の業務ではなく、一般に司法解剖は、裁判所が大学の法医学教室に嘱託して行われる（ただし、東京23区の監察医務院では、例外的に司法解剖も行っている）。

## 制度
監察医制度は、制度導入年である1947年の人口上位7都市（→参照）、すなわち、東京23区・大阪市・京都市・名古屋市・横浜市・神戸市・福岡市に導入された。後に京都市・福岡市・横浜市で同制度は廃止され、2016年現在、残る東京23区・大阪市・名古屋市・神戸市の4都市で運用されている。ただし、同制度が正常に機能している地域は、東京23区、大阪市、神戸市のみであるという指摘がある。
なお、監察医は常勤または非常勤といった形で監察医務院という組織に所属している。それ以外の地域では大学の法医学教室がそれに準じて行っている。また、監察医と言っても、大学の法医学教室に所属している教授が兼務していることが多いことや、監察医制度がある地域が非常に限られていることなどにより、厳密な監察医というのはごく少数である。

## 歴史
- 1882年（明治15年）
  - 刑法、治罪法に基づき、死因究明を医師にさせるようになる
- 1946年（昭和21年）
  - 連合国軍最高司令官総司令部の要請により、米国の「Medical Examiner's System」に基づき、東京都変死者等死因調査規定を制定。東京大学、慶應義塾大学に嘱託して日本初の監察医務業務を開始
- 1947年（昭和22年）
  - 監察医制度が制定（東京23区、横浜市、名古屋市、大阪市、京都市、神戸市、福岡市の7箇所に監察医務院を設置。
- 1949年（昭和24年）
  - 死体解剖保存法、公布（司法解剖以外の解剖はこれに基づく）
- 1985年（昭和60年）
  - 京都、福岡は自治体の財政上の都合によりに制度的に廃止。
- 2014年（平成26年）
  - 横浜でも2014年度末をもって廃止。

## 監察医務院
- 東京23区：東京都監察医務院　（東京都文京区）
東京大学医学部・慶應義塾大学医学部・日本医科大学の法医学教室・病理学教室へ委託業務として開始。その後、東京都監察医務院として独立。
- 大阪市：大阪府監察医事務所（大阪府大阪市中央区）
大阪大学医学部法医学教室内に「大阪府死因調査事務所」が設置され、大阪大学医学部法医学教室・病理学教室へ委託業務として開始。その後、大阪府監察医事務所として独立。
- 神戸市：兵庫県監察医務室（神戸市中央区）
神戸市西区、北区を除く7区を範囲とする。
- 名古屋市：名古屋大学・名古屋市立大学・愛知医科大学 ・藤田医科大学へ委託施行

過去に行っていた市
- 横浜市：諸処の開設診療所にて施行

## 意義

### 治安
人が死亡すると、その人に帰属していた財産をはじめとする諸権利が法律的に失われる。一方、それにより相続の開始、保険金・賠償金の支払いなどが行われる。このため、その人の死因の確定すなわち自他殺の別、業務上の死か否か、などを確定することで関係者間の諸権利の適正な整理を行い、社会秩序の維持を図るという役割。
死体の検案の時点では犯罪の疑いがない場合でも、行政解剖をしたところ他殺の疑いがでてきて、犯罪捜査の糸口となることもある。このように、事件と認識されていなかった事件を事件と認識させるという役割。

### 公衆衛生
社会構造等の変化により疾病構造にも変化が生じている。例えば、スポーツ中の突然死のような原因不明の病死、また、高齢化社会を迎えたことによる家庭内での事故死など、今までではごく少数だった死因が増えつつある。こうした死亡原因を科学的に究明することにより疾病の予防や事故死の発生防止など公衆衛生上の対策の充実を図るという役割。ただ、医療関連死に対して行われる法医解剖では、刑事訴訟において被告となる医療施設側には情報開示がなされず、公衆衛生へは寄与しない。また解剖して死因を調べることなく、検視・検死のみで死因を断定してしまうことも多いから、「ガス給湯器の欠陥による一酸化炭素中毒死の発見の遅れは日本の法医学制度の欠陥によるものである」とのコメントが監察医によってなされている。

### 統計作成
死因が正しく究明されないままの死因統計は、その価値が半減されるため、国民の健康・福祉に関する行政の重要な基礎資料として根拠が明確な死因統計を作成するという役割。

## 業務
- 警察に異状死体が届けられる
- 検視官による検視が行われる。
- 監察医務院に検案要請が出される。
- 監察医が検案を行う
- その結果に基づき、死体検案調書、死体検案書（死亡診断書）を作成する
  - 死因が確定した場合は、死体は遺族に引き渡される
  - 死因が特定できなかった場合、行政解剖が行われる
- 検案によって死体に犯罪性が見つかれば、死体は司法解剖に回される。

## 問題点
- 監察医制度が置かれていない地域では、警察から依頼を受けた一般の医師により検死が行われているのが現状である。そのため、死体検案に不慣れな医師による検案の誤診率は非常に高く、監察医制度が整備されていない現状は公衆衛生上、または、司法制度上、不備があると言わざるを得ない[4]。
- 監察医制度が置かれている地域でも、充分に機能していない場合がある。例えば、横浜市では「監察医務院」という組織や建物がなく、個人の資格で監察医が担当しているため、統計を取れないなどのデメリットがある。また、名古屋市では制度が形骸化し、監察医が担当している行政解剖の実質はほぼゼロである。
- 結果、近年では数年前には事故死とされていたケースが、情報開示による資料を海外監察医が調査し、他殺の可能性ありと再調査される場合もある。

## 監察医を描いた作品
- きらきらひかる（漫画／郷田マモラ）
- 女監察医　(漫画／作・八田朗　画・井出智香恵)
- 法医学教室の事件ファイル（テレビドラマ／テレビ朝日）
- 監察医・室生亜季子（テレビドラマ／日本テレビ）
- 監察医・篠宮葉月 死体は語る（テレビドラマ／テレビ東京、テレビ大阪）
- ゼロの真実〜監察医・松本真央〜（テレビドラマ／テレビ朝日）
- アンナチュラル（テレビドラマ/TBSテレビ）
- 監察医 朝顔（テレビドラマ/フジテレビ//およびその原作になった漫画/原作香川まさひと・作画木村直巳）